# Carlos Sala
Carlos « Charli  » Sala Molera, né le 20 mars 1960 à Barcelone, est un athlète espagnol spécialiste des haies. Il mesure 1,86 m pour 76 kg.

## Biographie

### Palmarès
| Date | Compétition                    | Lieu        | Résultat | Épreuve     | Performance |
| ---- | ------------------------------ | ----------- | -------- | ----------- | ----------- |
| 1979 | Championnats d'Europe juniors  | Bydgoszcz   | 5e       | 110 m haies | 14 s 31     |
| 1983 | Jeux méditerranéens            | Casablanca  | 2e       | 110 m haies | 13 s 55     |
| 1983 | Championnats ibéro-américains  | Barcelone   | 1er      | 110 m haies | 13 s 74     |
| 1984 | Jeux olympiques d'été          | Los Angeles | 7e       | 110 m haies | 13 s 80     |
| 1986 | Championnats d'Europe en salle | Madrid      | 4e       | 60 m haies  | 7 s 74      |
| 1986 | Championnats d'Europe          | Stuttgart   | 3e       | 110 m haies | 13 s 50     |
| 1987 | Championnats du monde          | Rome        | 6e       | 110 m haies | 13 s 55     |
| 1988 | Championnats d'Europe en salle | Budapest    | 3e       | 60 m haies  | 7 s 67      |
| 1989 | Championnats d'Europe en salle | La Haye     | 5e       | 60 m haies  | 7 s 72      |
| 1991 | Jeux méditerranéens            | Athènes     | 2e       | 110 m haies | 13 s 64     |

### Records
| Épreuve          | Performance | Lieu | Date |
| ---------------- | ----------- | ---- | ---- |
| 110 mètres haies | 13 s 44     |      | 1987 |